# Gotička supkultura
Gotička supkultura je suvremena supkultura rasprostranjena u mnogo zemalja. Započela je u Ujedinjenom Kraljevstvu tijekom kasnih 1970-ih do ranih 1980-ih u gothic rock sceni kao ogranak post-punka. Gotička supkultura je preživjela mnogo dulje nego drugi na istom području i nastavila se mijenjati. Predožba gotičara i kulturna skladnost ukazuju na utjecaje gotičkog romana iz devetnaestoga stoljeća, uglavnom kroz horor filmove.
Ova kontrakultura je povezala gothic ukuse u glazbi i modi. Gothic glazba obuhvaća velik broj različitih stilova. Zajedničko svima je sklonost prema "mračnom" zvuku i izgledu. Stilovi odijevanja su u okviru supkulturnog ranga iz death rocka, punka, androginosti, zatim renesansni i viktorijanski stil odijevanja, te kombinacija svega gore navedenoga - najčešće s crnom odjećom, šminkom i kosom.
Poznati hrvatski gothic sastavi su Phantasmagoria iz Zagreba, Embrio iz Sinja, i manje poznat heavy metal demosastav s elementima gothic metala, Discordia iz Knina.

## Vanjske poveznice
- sociološki rad o gotičkoj supkulturi  Arhivirana inačica izvorne stranice od 30. svibnja 2010. (Wayback Machine)
- članak u Slobodnoj Dalmaciji o gotičkoj supkulturi